# Czaplowron wspaniały
Czaplowron wspaniały, ślepowron wspaniały (Calherodius magnificus) – gatunek ptaka z podrodziny czapli (Ardeinae) w obrębie rodziny czaplowatych (Ardeidae). Występuje w południowo-wschodniej Azji; jest zagrożony wyginięciem. Długość ciała 54–56 cm.

## Systematyka
Gatunek ten po raz pierwszy zgodnie z zasadami nazewnictwa binominalnego opisał w 1899 roku William Robert Ogilvie-Grant, nadając mu nazwę Nycticorax magnifica. Jako miejsce typowe wskazał zbocza góry Five Finger Mountain (Wuzhi) na wyspie Hajnan. Obecnie gatunek zwykle zaliczany jest do rodzaju Gorsachius, ale niektórzy autorzy wydzielają go do monotypowego rodzaju Oroanassa lub Calherodius (wraz z Calherodius leuconotus). Nie wyróżnia się podgatunków.

## Zasięg występowania i środowisko
Zamieszkuje południowe i wschodnie Chiny wraz z wyspą Hajnan oraz północny Wietnam. Jego naturalnym środowiskiem są wilgotne i nizinne lasy tropikalne i subtropikalne. Żyje nad rzekami, strumieniami i zbiornikami wodnymi, spotykany także na polach ryżowych w pobliżu lasów.

## Zachowanie
Jest to ptak prowadzący niemal wyłącznie nocny tryb życia. W przeciwieństwie do innych czaplowatych nie gniazduje w koloniach lęgowych. Samica składa 3–5 jaj.
W skład jego pożywienia wchodzą małe ryby, krewetki i inne bezkręgowce.

## Status
Gatunek uznawany przez IUCN za zagrożony wyginięciem (EN – Endangered) nieprzerwanie od 2000 roku; wcześniej – w 1994 i 1996 roku – sklasyfikowany jako krytycznie zagrożony (CR – Critically Endangered). Liczebność populacji szacuje się na 250–999 dorosłych osobników, a jej trend jest spadkowy. Ślepowron wspaniały jest narażony na utratę siedlisk z powodu wycinki lasów, zagrażają mu też polowania.